# Ryan Nassib
(en) Statistiques sur pro-football-reference
Ryan Paul Nassib, né le 10 mars 1990 à West Chester en Pennsylvanie, est un joueur de football américain évoluant au poste de quarterback depuis le début de saison 2017 pour les Saints de la Nouvelle-Orléans au sein de la National Football League,.
Il avait été sélectionné au 110e choix global de la Draft 2013 de la NFL par les Giants de New York où il fut pendant quatre années le remplaçant d'Eli Manning. En juin 2017, il est signé par les Saints comme agent libre mais est libéré début septembre. Il est brièvement signé par les Jaguars de Jacksonville mais est agent libre depuis le 7 octobre 2017.
Au niveau universitaire, il avait joué pour l'Université de Syracuse au sein des Orange de Syracuse qui évoluaient en Division 1 NCAA Football Bowl Subdivision.

## Carrière en NCAA

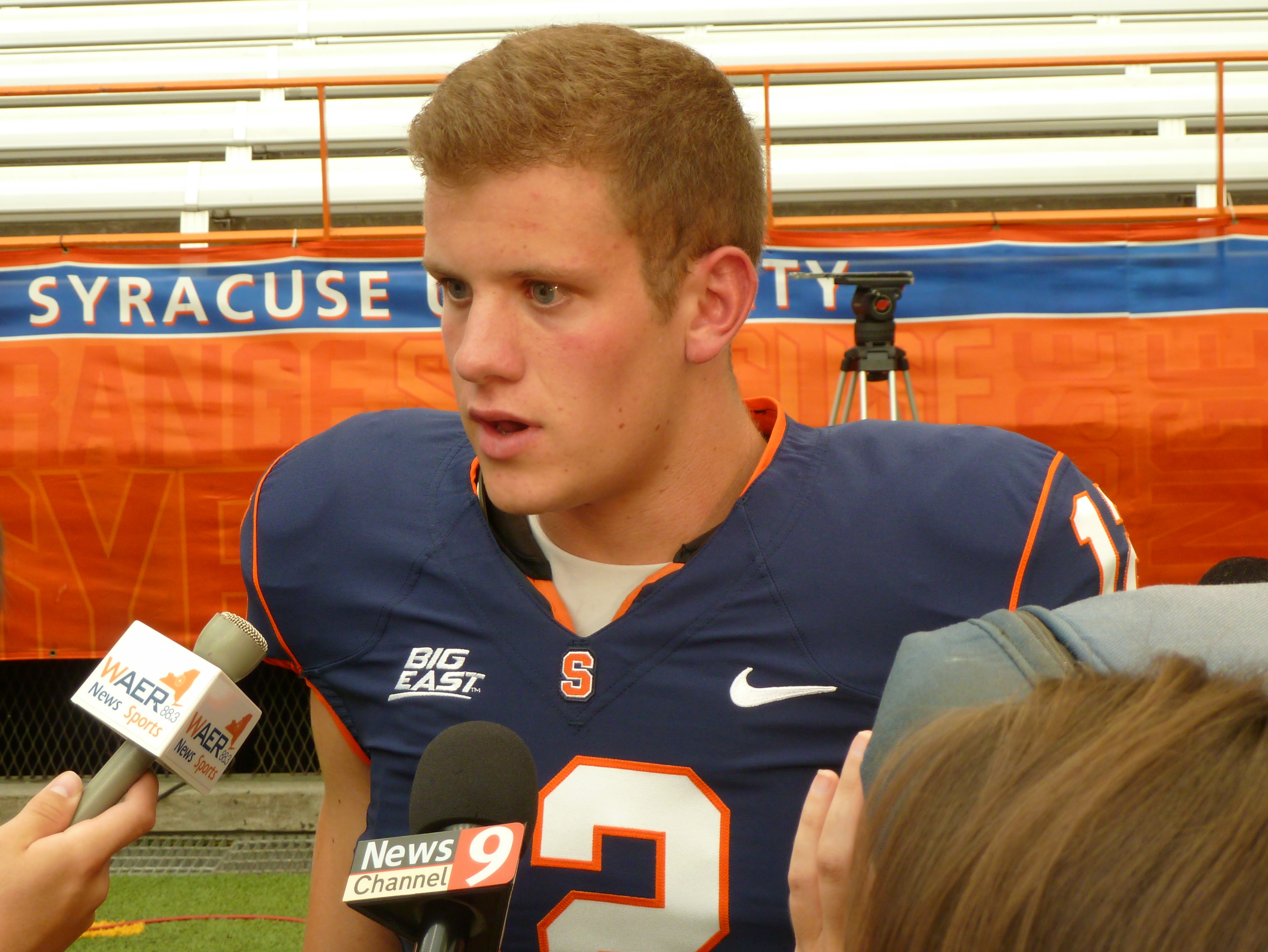
Nassib en 2010 à Syracuse

Nassib obtient une bourse sportive pour intégrer l'Université de Syracuse où il va jouer pour l'équipe des Orange de Syracuse de 2008 à 2012. Il aura le statut de joueur redshirt lors de la saison 2008, regardant les matchs sur le banc derrière QB Cameron Dantley. Lors des camps d'entraînement pour la saison 2009, il est désigné comme le nouveau quarterback titulaire dépassant dans la hiérarchie Dantley et Andrew Robinson. Cependant après la première semaine d'automne, l'entraîneur principal Doug Marrone (en) nomme QB Greg Paulus, juste transféré des Blue Devils de Duke, comme titulaire à ce poste pour le début de saison.  1er remplaçant de Paulus, Nassib jouera dix matchs pendant la saison au cours de laquelle il aura un rôle très important notamment contre les Golden Gophers du Minnesota et les Wildcats de Northwestern. Contre les Nittany Lions de Penn State, il réussit quatre de ses cinq tentatives de passe pour un gain global de 30 yards, réussissant notamment la toute première tentative de passe de sa carrière. Il compile en fin de saison un gain global de 442 yards et trois TDs à la passe pour une évaluation QB de 116,69.
Avec le départ de Paulus, Ryan devient le titulaire des Orange pour la saison 2010. Il inscrira au moins un TD à la passe dans onze matchs, égalant le quatrième meilleur score de l'histoire de Syracuse avec 19 TDs sur une seule saison. Contre Akron en déplacement pour le premier match de la saison, Nassib conduit son équipe à la victoire, la première en ouverture de saison depuis 2003. Il lance pour un gain total de 229 yards inscrivant 2 TDs lors des 17 passes réussies sur 27. Contre les Huskies de Washington, il réussit 17 des 32 tentatives de passe pour un gain de 202 yards et un TD. En sept courses, il gagne 39 yards et inscrit le premier TD de sa carrière à la suite d'une course de 28 yards. Contre les Black Bears du Maine, Nassib établit un record de l'université avec cinq TDs inscrits à la passe en un match. Contre South Florida, lors du quatrième quart-temps, Nassib dirige un drive de 98 yards qui se termine par un TD de 3 yards (passe complétée vers Marcus Sales). Ce TD donne la victoire à son équipe. La saison de Syracuse se termine avec un bilan de 7 victoires pour 5 défaites. Ils sont invités au Pinstripe Bowl de 2010 que Syracuse remporte 36 à 34, Ryan réussissant 13 des 23 tentatives de passe pour un gain total de 239 yards et 3 TDs. Il réussit la plus longue passe de sa carrière avec 52 yards.
En 2010, il va établir les records de son université du plus grand nombre de passes réussies sur une saison (259), du plus grand nombre de yards gagnés à la passe sur une saison (2685) et égaler le meilleur nombre de TD inscrit à la passe sur une saison (22).
Alors qu'ils sont menés de 15 points lors du match d'ouverture de la saison contre les Demon Deacons de Wake Forest, Nassib va renverser la situation et donner la victoire en prolongation grâce à un TD de 4 yards à la passe vers son WR Van Chew. Il termine le match avec 20 tentatives de passes réussies sur 28 et 178 yards, incluant la série de 8 passes consécutives réussies sur le 4e quart-temps et la prolongation. Nassib remporte également le trophée du joueur de la semaine de Big East Conference après sa performance contre les Trojans d'USC avec 25 tentatives de passe réussies sur 37, 230 yards gagnés à la passe et 1 TD. Il remporte à nouveau ce trophée lors de la victoire en prolongation contre les Rockets de Toledo avec 16 tentatives de passe réussies sur 24 pour 213 yards et 2 TDs. Même si la saison de Syracuse se termine sur un bilan décevant de 5 victoires pour 7 défaites, Nassib affiche un très bon bilan personnel de 62,4 % de passes réussies, 2 724 yards gagnés à la passe et une moyenne de gain par match de 223,8 yards.
Nassib commence la saison 2013 en force contre les Wildcats de Northwestern, réussissant 45 passes sur 66 tentées, gagnant 482 yards et inscrivant 4 TDs à la passe même si son équipe perd le match 42 à 41. Il reçoit le trophée de meilleur joueur de la semaine de la Big East Conference puisqu'il venait d'établir les records sur un match de passes complétées, de passes tentées et de yards gagnés à la passe de cette conférence. Contre les Cardinals de Louisville, équipe jusqu'alors invaincue, Nassib, lors de son dernier match au Carrier Dome emmène son équipe à la victoire 45 à 26, complétant 15 des 23 passes tentées, gagnant 246 yards et inscrivant 3 TDs à la passe. Avec les victoires obtenues contre les Tigers du Missouri et les Owls de Temple, Syracuse affiche un bilan positif de 7 victoires pour 5 défaites. Invités au Pinstripe Bowl de 2013, ils battent 38 à 14 les Mountaineers de la Virginie-Occidentale. Lors de son dernier match universitaire, Nassib réussi 12 des 24 passes tentées pour un gain de 134 yards, 1 interception et 2 TDs à la passe.
Nassib termine sa carrière à Syracuse établissant les records de l'université au niveau du nombre total de yards gagnés à la passe (9060), du nombre total de passes réussies (780) et de la moyenne de yards gagnés par match (201,3). Nassib devient le 4e QB de la Big East Conference à dépasser la barre des 9 000 yards.
À l'issue de la saison 2012, il est sélectionné dans l'équipe type nationale (First-team All-American) et dans la 2e équipe type de la Conférence Big East (Second-team All-Big East).

## Carrière en NFL

### NFL Combine
| 1,88 m (6,2 ft) | 103 kg (227 lb) | 5,06 s | 1,83 s | 2,96 s | 4,53 s | 7,34 s | 72 cm (28,5 in) | 2,67 m (8,9 ft) |

### Giants de New York
Nassib est sélectionné par les Giants de New York lors du 4e tour de la Draft 2013 de la NFL comme 110e choix global. Il y porte le no 9 et devient le premier remplaçant d'Eli Manning, quarterback titulaire des Giants.
Il fait ses débuts en NFL au cours de la saison 2014 en 4e semaine de championnat lors de la victoire 45 à 14 sur les Redskins de Washington.
Le 27 décembre 2015, contre les Vikings du Minnesota (défaite 49 à 17), il inscrit son premier touchdown grâce à une passe complétée vers son  wide receiver Myles White (en) au cours du quatrième quart-temps. Il termine le match avec un bilan de 5 passes réussies sur 5 tentées, 68 yards de gains à la passe, 1 TD et une évaluation parfaite de QB à la passe de 158.3.
Le 20 décembre 2016, Nassib étant blessé est mis en réserve (injured reserve).
Lors de l'intersaisons, il est libéré par la franchise.

### Saints de La Nouvelle-Orléans
Le 12 juin 2017, Nassib signe un contrat avec les Saints de La Nouvelle-Orléans. Il y porte le no 2 pendant l'intersaison mais est libéré le 2 septembre 2017.

### Jaguars de Jacksonville
Le 8 septembre 2017, Nassib signe chez les Jaguars de Jacksonville. Il est libéré le 7 octobre.

## Statistiques en NCAA
| Saison        | Équipe        | MJ |          | Passes  | Passes | Passes   | Passes | Passes | Passes   | Passes  |           | Courses     | Courses | Courses | Courses |
| Saison        | Équipe        | MJ | Réussies | Tentées | %      | Nbr. Yds | TDs    | Int.   | Éval. QB | Tentées | Nbr. Yds. | Moy. Yds/C. | TDs     |         |         |
| 2009          | Syracuse      | 10 | 36       | 68      | 52.9   | 422      | 3      | 1      | 116.7    | 9       | 26        | 1.0         | 0       |         |         |
| 2010          | Syracuse      | 13 | 202      | 358     | 56.4   | 2 334    | 19     | 8      | 124.2    | 66      | -39       | -0.6        | 1       |         |         |
| 2011          | Syracuse      | 12 | 259      | 415     | 62.4   | 2 685    | 22     | 9      | 129.9    | 65      | 39        | 0.6         | 2       |         |         |
| 2012          | Syracuse      | 13 | 294      | 471     | 62.4   | 3 749    | 26     | 10     | 143.3    | 84      | 142       | 1.7         | 2       |         |         |
| Total en NCAA | Total en NCAA | 48 | 791      | 1312    | 60.3   | 9 190    | 70     | 28     | 132.5    | 242     | 168       | 0.7         | 5       |         |         |

## Statistiques en NFL
| Saison                     | Équipe                     | MJ |          | Passes  | Passes | Passes    | Passes     | Passes | Passes | Passes   | Passes  |           | Courses     | Courses | Courses | Courses |
| Saison                     | Équipe                     | MJ | Réussies | Tentées | %      | Nbr. Yds. | Moy.Yds./P | TDs    | Int.   | Éval. QB | Tentées | Nbr. Yds. | Moy. Yds./C | TDs     |         |         |
| 2013                       | NYG                        | 0  | -        | -       | -      | -         | -          | -      | -      | -        | -       | -         | -           | -       |         |         |
| 2014                       | NYG                        | 4  | 4        | 5       | 80.0   | 60        | 12         | 0      | 0      | 116.7    | 2       | -3        | -1.5        | 0       |         |         |
| 2015                       | NYG                        | 1  | 5        | 5       | 100.0  | 68        | 13.6       | 1      | 0      | 158.3    | 0       | 0         | 0           | 0       |         |         |
| 2016                       | NYG                        | 0  | -        | -       | -      | -         | -          | -      | -      | -        | -       | -         | -           | -       |         |         |
| Total chez les Giants      | Total chez les Giants      | 5  | 9        | 10      | 90.0   | 128       | 12.8       | 1      | 0      | 152.1    | 2       | -3        | -1.5        | 0       |         |         |
| 2017                       | NOS/JAC                    | 0  | 0        | 0       | 0      | 0         | 0          | 0      | 0      | 0        | 0       | 0         | 0           | 0       |         |         |
| Total chez les Saints/Jags | Total chez les Saints/Jags | 0  | 0        | 0       | 0      | 0         | 0          | 0      | 0      | 0        | 0       | 0         | 0           | 0       |         |         |
| Total en NFL               | Total en NFL               | 5  | 9        | 10      | 90.0   | 128       | 12.8       | 1      | 0      | 152.1    | 2       | -3        | -1.5        | 0       |         |         |

## Vie privée
Nassib est marié avec Madeline Paolantonio. Il est le fils de Mary et de Gilbert Nassib. Son père a joué comme tight end à l'Université du Delaware. Il a deux jeunes frères, John et Carl et deux sœurs, Carey et Paige. Carl fut sélectionné lors du 3e tour de la Draft 2016 de la NFL lpar les Browns de Cleveland. John est lui defensive end senior pour l'équipe de l'Université du Delaware.